# 欧洛希奥·赫诺瓦
欧洛希奥·赫诺瓦（西班牙語：Eulogio Genova，1960年10月4日—），西班牙男子赛艇运动员。他曾代表西班牙参加世界赛艇锦标赛，获得一枚金牌和二枚铜牌，均来自男子轻量级八人单桨有舵手项目。